# Adélaïde de Quedlinbourg
 (septembre 2018).
Si vous disposez d'ouvrages ou d'articles de référence ou si vous connaissez des sites web de qualité traitant du thème abordé ici, merci de compléter l'article en donnant les références utiles à sa vérifiabilité et en les liant à la section « Notes et références ».
Adélaïde, née en mai 977 et morte le 14 janvier 1044, est l'aînée des trois fille de l'empereur Otton II le Rouge et de son épouse la princesse byzantine Théophano Skleraina. Elle fut la deuxième abbesse de Quedlinbourg de 999 et également abbesse de Gandersheim de 1039 à sa mort.

## Biographie
Adélaïde fut élevée à Quedlinbourg en Saxe par sa tante Mathilde, elle-même fille de l'empereur Otton le Grand et la première abbesse de l'abbaye fondée en 936. À la mort de celle-ci, le 7 février 999, Adélaïde fut élue à son tour à la tête de l'abbaye. Lors de la fête de l'archange saint Michel, le 20 septembre, son titre d'abbesse de Quedlinbourg ayant été remis aux votes, elle fut de nouveau consacrée par l'évêque Arnolphe d'Halberstadt en présence d'autres prélats et de plusieurs comtes.

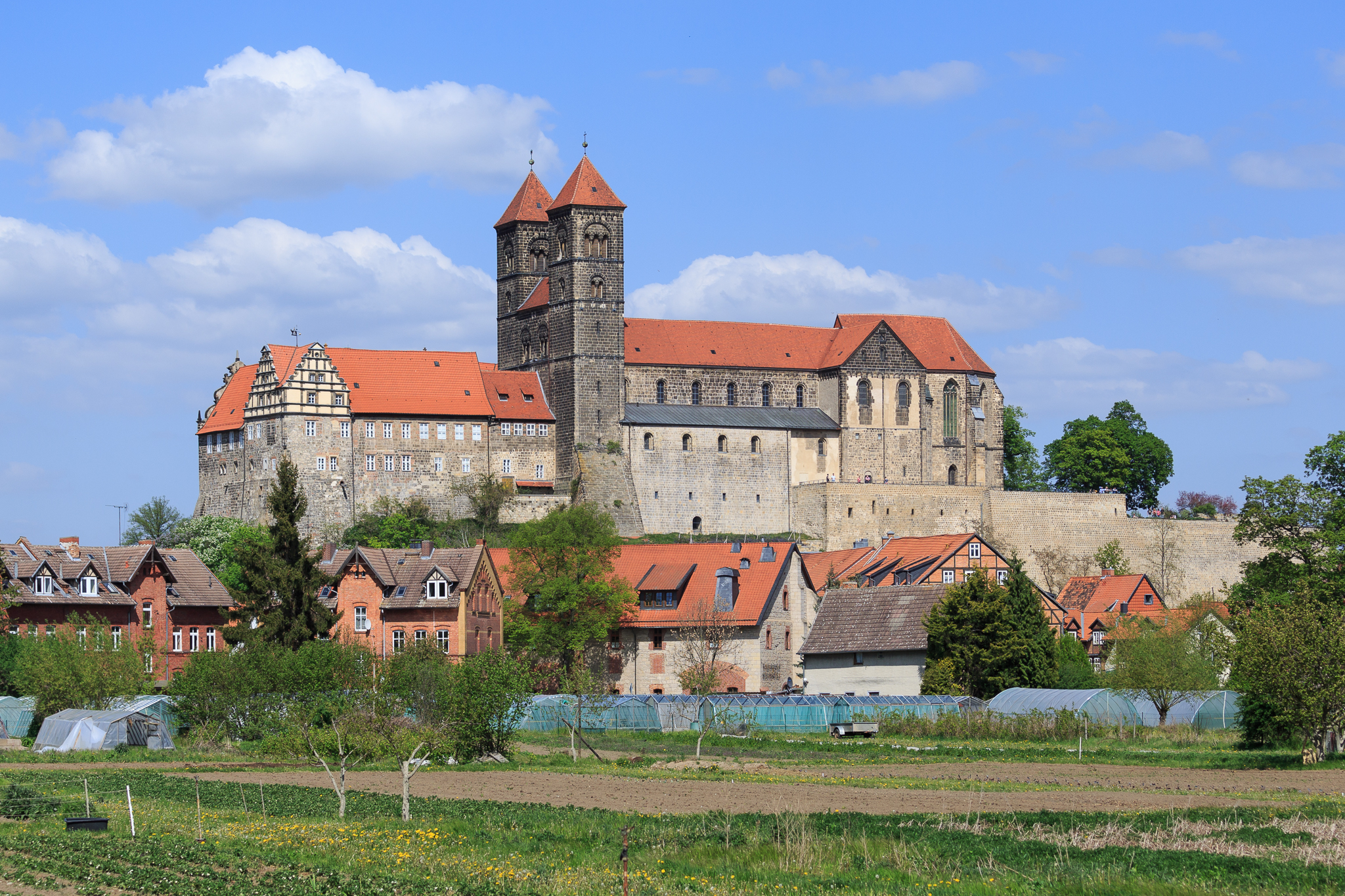
L'abbaye de Quedlinbourg.

Par la suite, Adélaïde fut dotée de nouveaux bénéfices : en 1014, elle fut aussi élue abbesse des congrégations réunies de Gernrode et de Frose (près de Hoym), et peu après prit la tête de la congrégation de Vreden. Enfin, après la mort de sa sœur l'abbesse Sophie le 27 janvier 1039, elle fut élue également abbesse de Gandersheim ; toutefois, l'empereur Conrad II le Salique ne l'entendait pas de cette oreille, et elle ne fut consacrée qu'à la mort de ce dernier. 
Le domaine abbatial de Quedlinbourg s'enrichit sous son gouvernement des nombreuses donations de son frère, l'empereur Otton III et du successeur de celui-ci, Henri II, dans la mesure où ces deux souverains y organisèrent les festivités impériales (les Rameaux et Pâques) à de multiples reprises. Les Annales de Quedlinbourg décrivent en détail la consécration de l'église collégiale et de ses autels, aujourd'hui inscrites au patrimoine mondial, en 1021 par l'évêque Arnolphe d'Halberstadt, l'archevêque de Magdebourg Géron et d'autres évêques en présence de l'empereur.